# Delfor María Beccaglia
Delfor María Beccaglia, nacido en Argentina, fue un director de cine y productor de fotonovelas que trabajó en la segunda mitad del siglo XX. Su hermano trillizo Derlis María Beccaglia también se dedicó al cine.

## Actividad vinculada al cine
En 1965 dirigió Cosquín, amor y folklore y en 1968 produjo Che, OVNI.

## Filmografía
Director
- Cosquín, amor y folklore (1965)

Producción
- Che, OVNI (1968)